# Región Metropolitana de Zona da Mata
La Región Metropolitana de Zona da Mata es una región metropolitana Brasileña ubicada en el estado de Alagoas, sancionada por la ley número 31, el 15 de diciembre de 2011, está constituida por quince municipios: Branquinha, Campestre, Colonia Leopoldina, Flexeiras, Ibateguara, Jacuípe, Joaquim Gomes, Jundiá, Matriz de Camaragibe, Novo Lino, Porto Calvo, Santana do Mundaú, São José da Laje, São Luís do Quitunde y União dos Palmares.
En el año 2014, el municipio de Murici, fue excluido de la región metropolitana y pasó a pertenecer a la región metropolitana de Maceió.